# عبد قيس بن خفاف البرجمي
عبد قيس بن خفاف البرجمي هو شاعر عربي عاش في الفترة الجاهلية، كان أحد أشراف قومه البراجم المنتمية إلى بني تميم، وعاصر حاتم الطائي والنعمان بن المنذر.

## اسمه
أبو جبيل عبد قيس بن خفاف البرجمي من بني عمرو بن حنظلة، من البراجم وهم من بني تميم.

## شعره
تعددت أغراض الشعر لدى البرجمي وبرز في شعر الفخر والمدح والحكمة والحماسة والخلق النبيل، واشهر قصائده وصيته لابنه جبيل التي يقول فيها:

## روابط خارجية
- عبد قيس بن خفاف البرجمي على موقع بوابة الشعراء